# Westermeer (wijk)
Westermeer (Fries: Westermar) is een wijk in Joure die is gebouwd in de jaren zeventig en tachtig van de twintigste eeuw. De wijk ligt tussen de Geert Knolweg, E.A. Borgerstraat, Haskerveldweg en industrieterrein Sewei. Westermeer is genoemd naar het gelijknamige voormalig dorp, dat tot 1954 rond de Geert Knolweg lag. In 1958 stelde toenmalig burgemeester Hoekstra voor de nieuwbouwwijk ten oosten van de Scheen Westermeer te noemen. Die wijk, waarin ook de kerktoren van Westermeer staat, zou uiteindelijk Zuiderveld gaan heten.

## Geschiedenis
Voordat de wijk wordt bebouwd, is het gebied ingericht voor tuinbouw en als weiland. Parallel aan de huidige Geert Knolweg, circa 200 meter noordelijker, loopt de Overspitting (Fries: Hurdspytsje). Deze vaart, die mogelijk door monniken uit Haskerdijken is gegraven in de 13e eeuw, vormde een verbinding tussen de jouster haven en Heerenveen. Eind jaren '50 is de vaart in verval geraakt, en pleiten omwonenden voor demping. De vaart blijft bestaan en loopt tegenwoordig als vijverpartij door de wijk. Een verbinding met andere dorpen is er echter niet meer; tussen de wijk en industrieterrein Sewei loopt het dood.

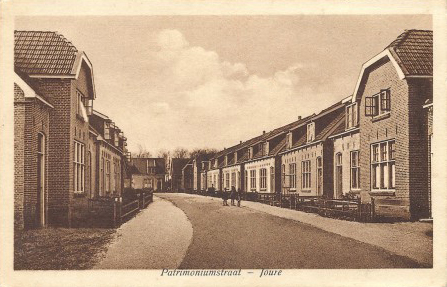
Patrimoniumstraat in de voormalige Patrimoniumbuurt in de vroege 20e eeuw.

In 1905 wordt in het dorp Westermeer, haaks op de huidige Geert Knolweg, een rij arbeiderswoningen gebouwd door coöperatieve bouwvereniging "Volharding". Dit wordt de Oosterstraat. In 1920 wordt tussen deze straat en de grens met Joure een relatief grootschalig nieuwbouwplan volgebouwd door woningbouwvereniging Patrimonium. De straten Zuiderstraat, E.A. Borgerstraat en Patrimoniumstraat komen bekend te staan als Patrimoniumbuurt. In 1973 wordt de vervallen buurt gesloopt, op enkele huizen in de E.A. Borgerstraat en Oosterstraat na. Een deel van de straat De Stelle komt op de plek van de buurt.

### Bouw

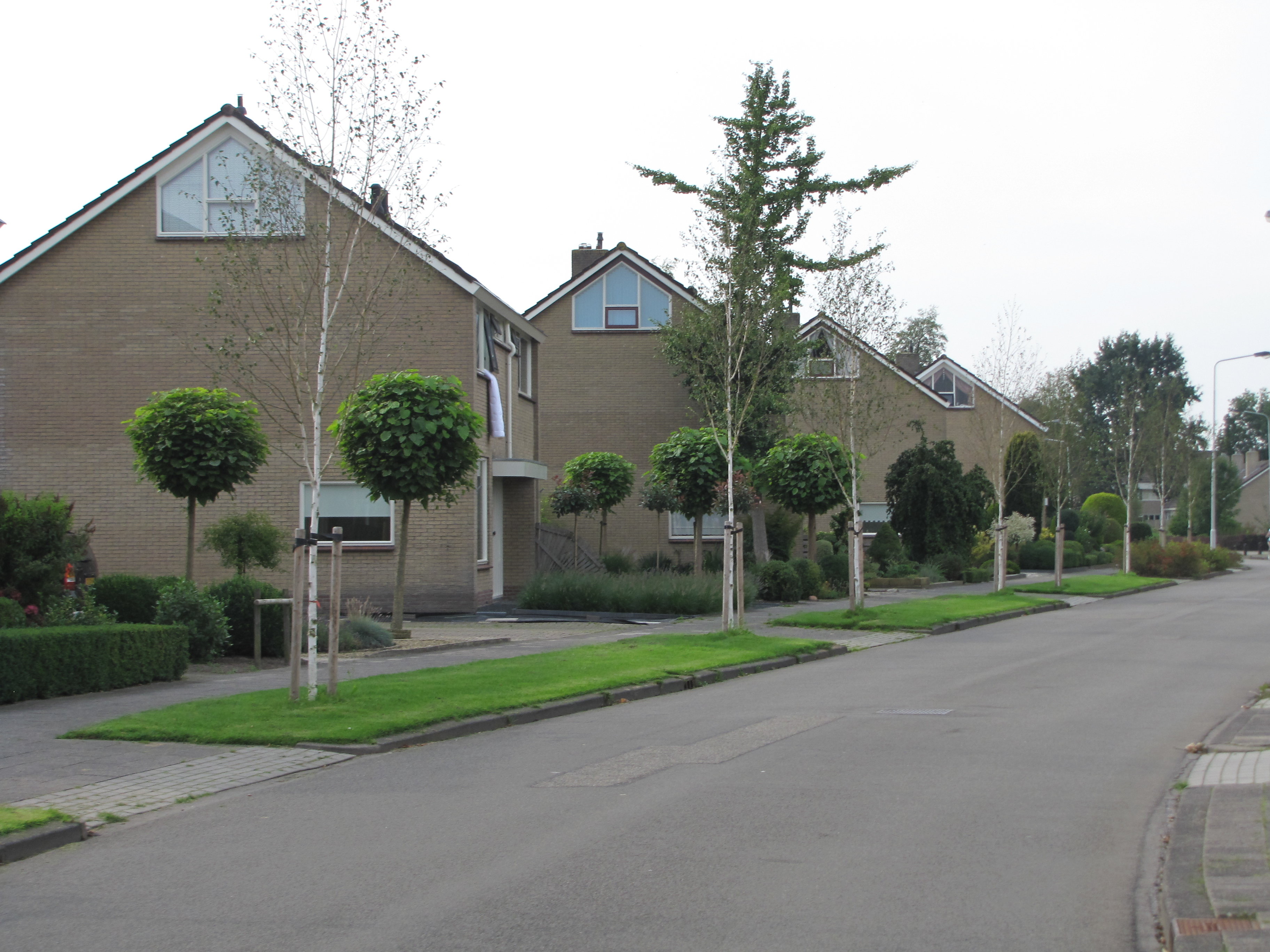
Woningen aan De Finne.

Eind jaren '60 raakt de nieuwbouwwijk Zuiderveld vol en laat de gemeente Haskerland een bestemmingsplan maken voor Joure-Noord. Het plan uit 1969 beslaat het hele gebied ten noorden van de Midstraat en de Geert Knolweg en ten zuiden van een geplande rondweg. Centraal in dit plan ligt de E.A. Borgerstraat, waaraan verschillende maatschappelijke instanties zich zullen vestigen. Het plan voor Joure-Noord wordt in verschillende fasen uitgevoerd, elk deel heeft een duidelijk eigen karakter. Westermeer is in twee hoofdfasen gebouwd, de scheiding hierin vormt de Westermarwei.

#### Westelijke deel

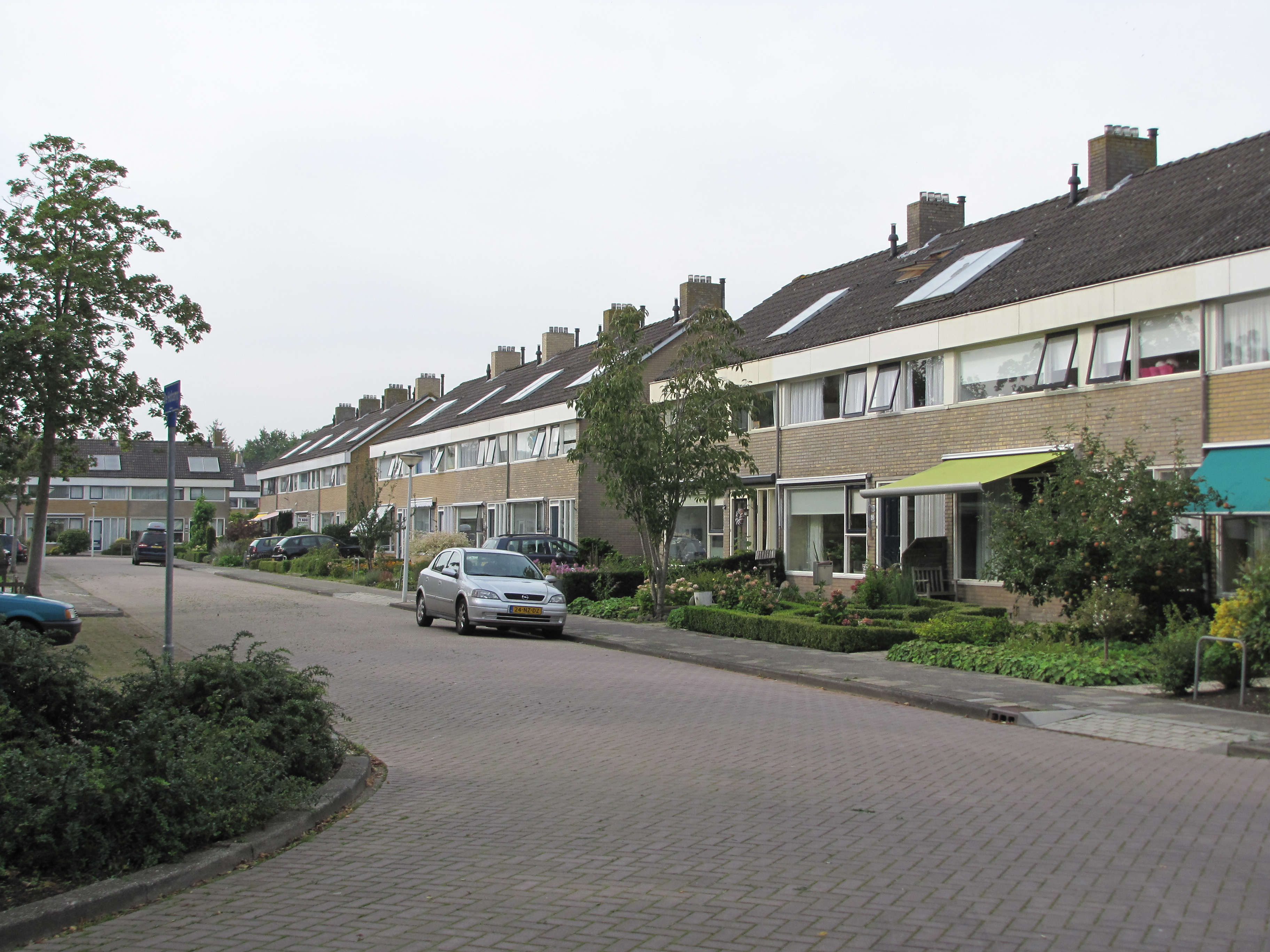
Rijtjeshuizen aan de Hofcamp.

In de eerste helft van de jaren zeventig is het westelijke deel van de wijk gebouwd. Als eerst zijn de straten ten noorden van het water de Overspitting gebouwd. Na de sloop van de Patrimoniumbuurt in 1973 volgt het deel ten zuiden van de Overspitting. In de tijd dat het westelijke deel van Westermeer gebouwd werd, was er grote behoefte aan sociale woningbouw. Rijtjeshuurhuizen zijn dan ook veelvuldig in dit deel van de wijk te vinden. Het stratenpatroon is regelmatig en lineair.
Straatnamen in dit deel verwijzen naar soorten land als 'De Finne' (weiland gebruikt voor melkvee) en 'De Hofcamp' (land met een omheining). De namen zijn eentalig Nederlands of Fries, zo zijn er respectievelijk "De Scharcamp" en 'De Ûlekamp'. Alle straten in dit deel van Westermeer beginnen met het lidwoord "De". In het noordelijke deel van de wijk hebben straten het achtervoegsel -kamp of -camp.
De wijk werd destijds gezien als groene nieuwbouwwijk met een ruime opzet. Getuige de Leeuwarder Courant van 1 maart 1975: "Opvallend is de ruimte in de Jouster nieuwbouw. In de wijk „Westermeer", waar wekelijks woningen worden opgeleverd, lacht het groen de mensen toe. Nog veel meer dan in de wijk „Zuiderveld", waarover destijds al zoveel positiefs is gezegd."

#### Oostelijke deel

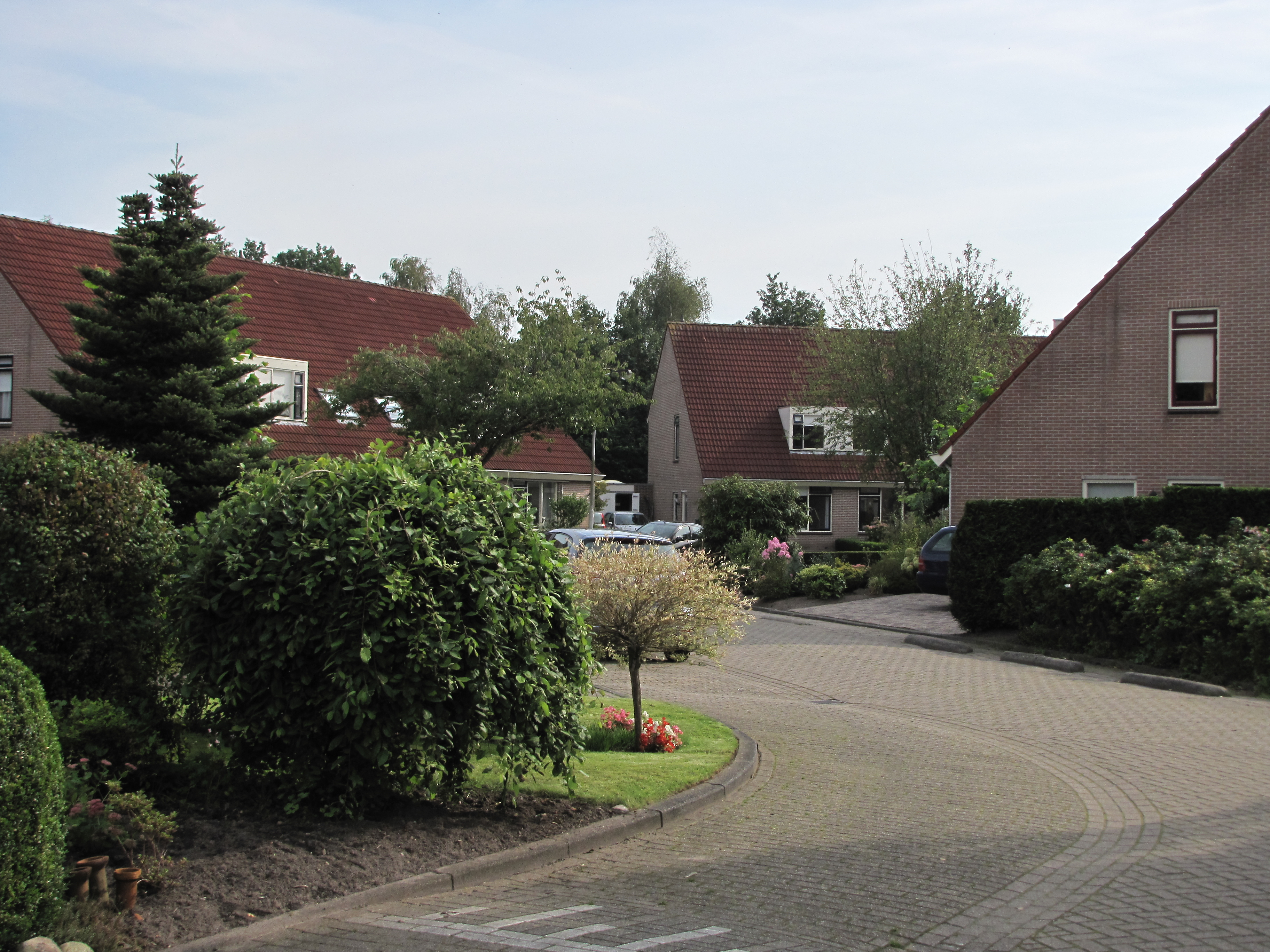
Straatbeeld aan de Oksewei.

Pas na de voltooiing van de wijk Schepenkwartier, halverwege de jaren tachtig, wordt het oostelijke deel van de wijk Westermeer gebouwd. Dit uitbreidingsplan ligt ten oosten van de toenmalige Westermeerderveldweg, een weg die de Geert Knolweg verbindt met de Haskerveldweg. De Westermeerderveldweg wordt vervolgens deels omgelegd en hernoemd tot Westermarwei. Het nieuwbouwplan bestaat verder uit drie straten en een verlenging van de Geert Knolweg richting Knooppunt Joure.
In het oostelijke deel van Westermeer ligt de nadruk op vrijstaande- en twee-onder-eenkapswoningen in plaats van huurwoningen. Het stratenpatroon is erg kronkelend. De straatnamen zijn eentalig Fries en verwijzen naar het verleden van de omgeving zoals "Pealskar" (een oud kerkhof bij het dorp Westermeer).

#### Tuin van Zeldenthuis
In 1986 wordt het voormalige tuinenterrein tegenover de Oosterstraat bebouwd. Zo'n 23 woningen, vrijstaande-, twee-onder-een-kaps- en bejaardenwoningen, worden gebouwd aan de straat "De Túnen".
Blaauwhof · Broek Zuid · Jonkersland · Oud-Joure · Schepenkwartier · Skipsleat · Westermeer · Wyldehoarne · Zuiderveld